# Villa Le Trident
La villa Le Trident è una storica villa modernista realizzata come residenza personale dall'architetto Barry Dierks nel 1925 presso la punta dell'Esquillon nel comune di Théoule-sur-Mer in Costa Azzurra.
L'architettura della villa suscitò l'interesse della coltivata e mondana società rivierasca, in cerca di nuovi talenti. Grazie ad essa in pochi anni Barry Dierks divenne uno degli architetti più ricercati della Riviera, dove realizzò diverse altre ville.
L'albo degli ospiti della villa rivela nomi di molti personaggi famosi del tempo, tra i quali Picasso, Somerset Maugham, Noël Coward e i duchi di Windsor.

## Storia
Nel 1925 Dierks, allora venticinquenne, e il suo compagno Eric Sawyer, banchiere ed ex-ufficiale dell'esercito britannico, decisero di andare a vivere in Costa Azzurra, decisione anche giustificata dalla professione di Dierk e dalla crescente domanda di nuove costruzioni da parte di ricchi americani nella regione.
I lori occhi caddero su di un terreno di 6000 m2 nel comune di Théoule-sur-Mer posizionato su di un piccolo promontorio e avente accesso ad una piccola spiaggia tra gli scogli. Di lì la vista spaziava dal golfo della Napoule e il massiccio dell'Esterel e il capo Roux sino, nei giorni più tersi, alla Corsica.
Barry Dierks, che disponeva di una solida formazione da architetto e apparteneva ad una generazione di giovani artisti sensibili alle istanze del movimento moderno, realizzò una grande villa in questo contesto, successivamente definito da Noël Coward "d'una bellezza impossibile". La villa divenne al tempo stesso la sua abitazione, il suo studio e la sua vetrina.
Ben introdotti nella alta società rivierasca, Dierks e Sawyer, che vivevano apertamente insieme, divennero "i cari della Riviera" (the darlings of the coast) e ricevettero numerose commissioni. Sono oggi ben 102 le opere realizzate da Dierks per clienti come Paul-Louis Weiller, il marchese di Cholmondeley, Luigi II di Monaco, Maxine Elliott e il generale Catroux. Molti dei suoi clienti diverranno suoi amici e frequentatori del Trident.
Barry Dierks morirà nel 1960 in seguito ad un'amputazione di una gamba nel 1956. Eric Sawyer mancò nel 1985, lasciando la villa a suo nipote. I figli di quest'ultimo misero la proprietà in vendita nel 2008 ad un prezzo annunciato di 22 milioni di euro.

## Descrizione
La villa venne progettata in modo tale da adattarsi la topografia del luogo: la casa è infatti adagiata sulla scogliera a circa trenta gradini al di sotto del livello della strada d'accesso. L'ingresso avviene dal piano superiore, dove si trovano anche le camere da letto; le sale da ricevimento si trovano invece al piano inferiore. Secondo François Fray, conservatore del patrimonio, la maggior parte delle realizzazioni di Dierks presenta questo impianto.
Le facciate sono intonacate di bianco, il tetto è a terrazza. Oltre al salone, la loggia e i locali di servizio, la dimora conta sette camere da letto e cinque bagni per una superficie complessiva di 385 m2. Diversi mobili sono opera di Dierks stesso, come le librerie e la grande tavola ricoperta di zigrino.